# NGC 1169

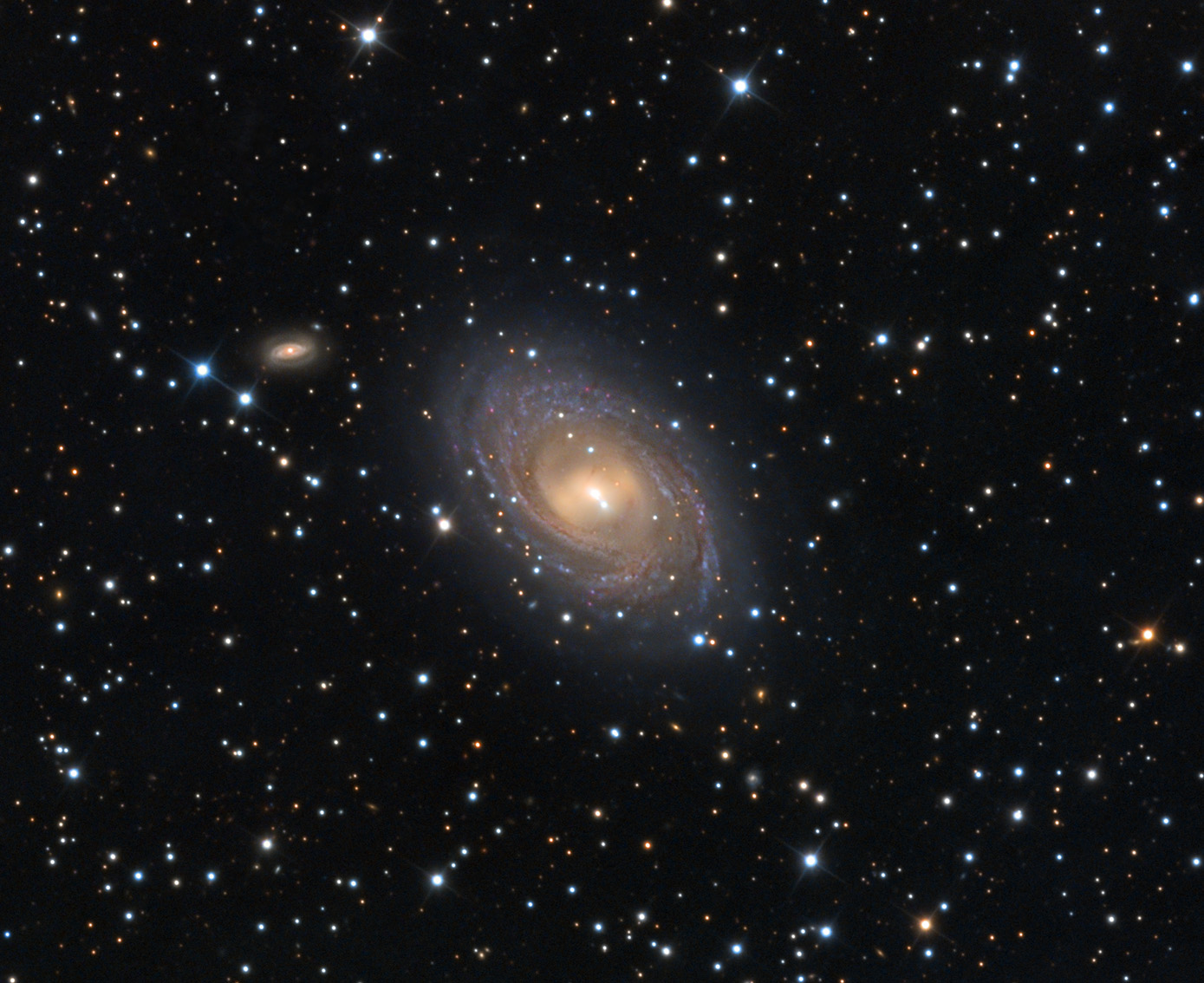
NGC 1169 captée par le télescope de 81 cm de l'observatoire du mont Lemmon. (Adam Block/Mount Lemmon SkyCenter/University of Arizona)

NGC 1169 est une vaste galaxie spirale intermédiaire située dans la constellation de Persée. NGC 1169 a été découverte par l'astronome germano-britannique William Herschel en 1786.

## Caractéristiques
Sa vitesse par rapport au fond diffus cosmologique est de 2 220 ± 12 km/s, ce qui correspond à une distance de Hubble de 32,8 ± 2,3 Mpc (∼107 millions d'al).
À ce jour, 23 mesures non basées sur le décalage vers le rouge (redshift) donnent une distance de 30,404 ± 9,067 Mpc (∼99,2 millions d'al), ce qui est à l'intérieur des valeurs de la distance de Hubble.
La classe de luminosité de NGC 1169 est II et elle présente une large raie HI.